# Cratere Jeanne
Jeanne  è un cratere sulla superficie di Venere.